# Altenhundem
Altenhundem is met bijna 4.300 inwoners de grootste plaats in de gemeente Lennestadt, in het Sauerland, in de Duitse deelstaat Noordrijn-Westfalen. Het is ook de hoofdplaats van Lennestadt, want het bestuur van deze gemeente zetelt te Altenhundem. Het dorp ligt op circa 300 meter boven zeeniveau. 

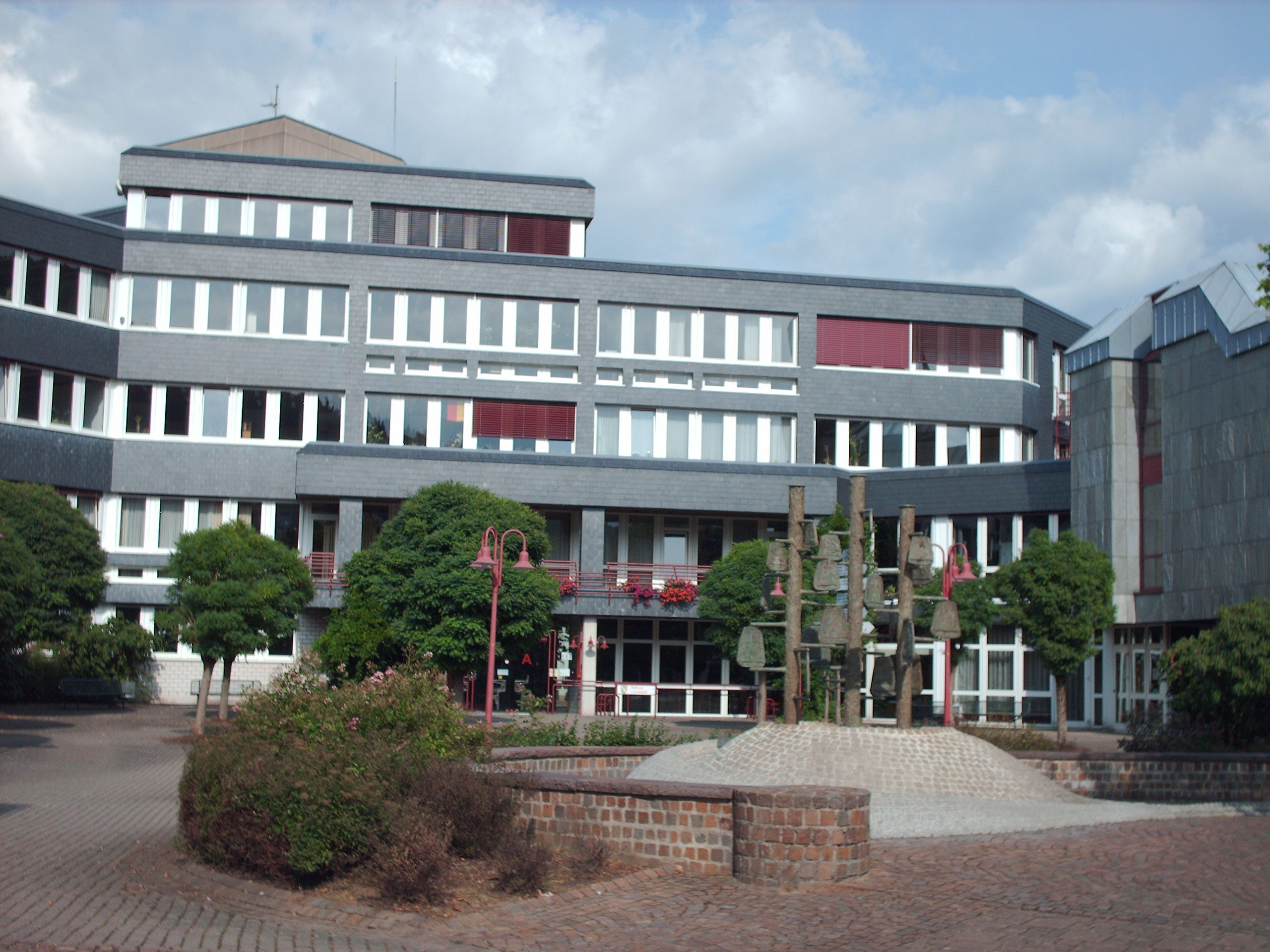
Gemeentehuis van Lennestadt

## Ligging, infrastructuur

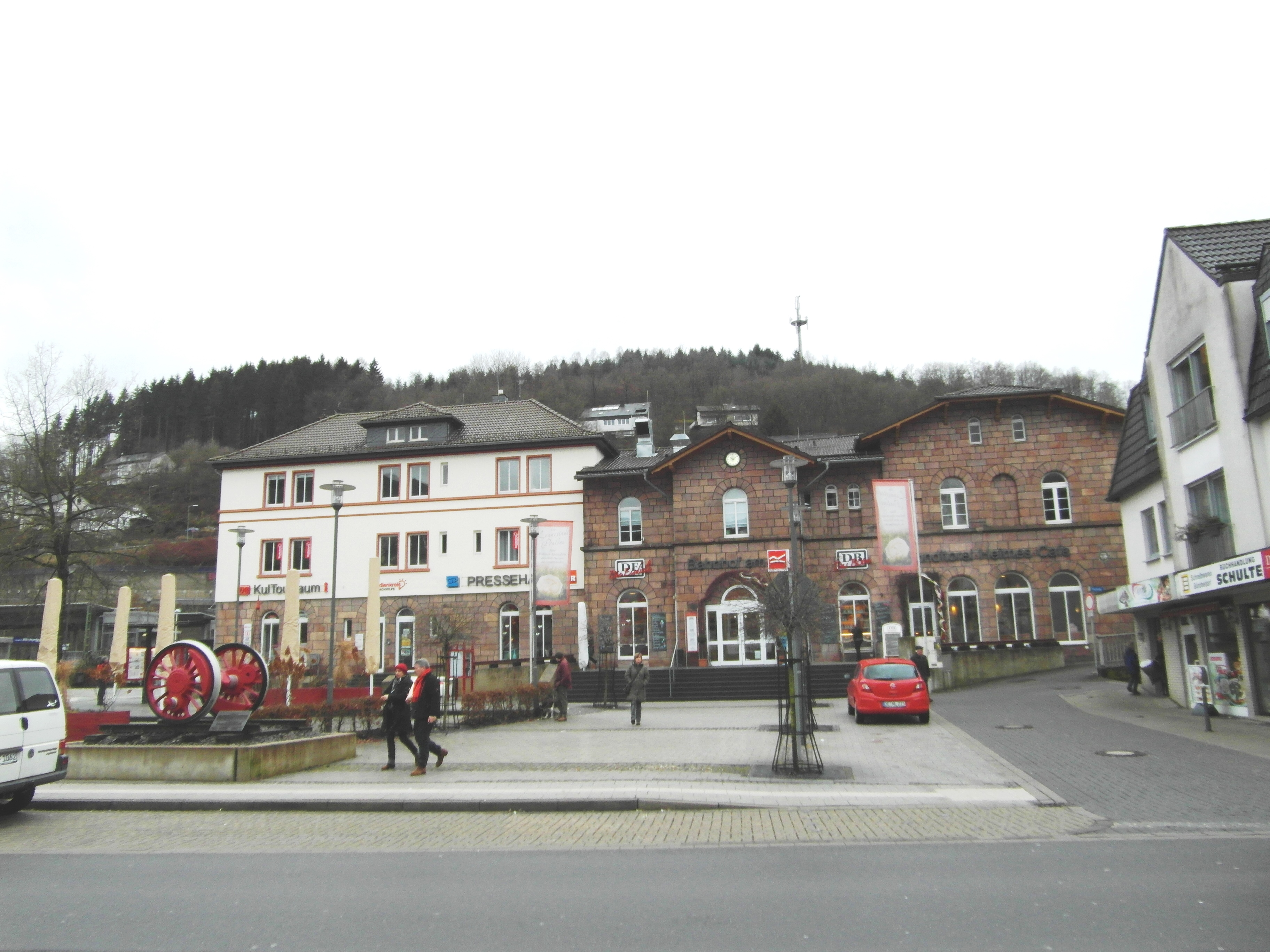
Station met stationsplein
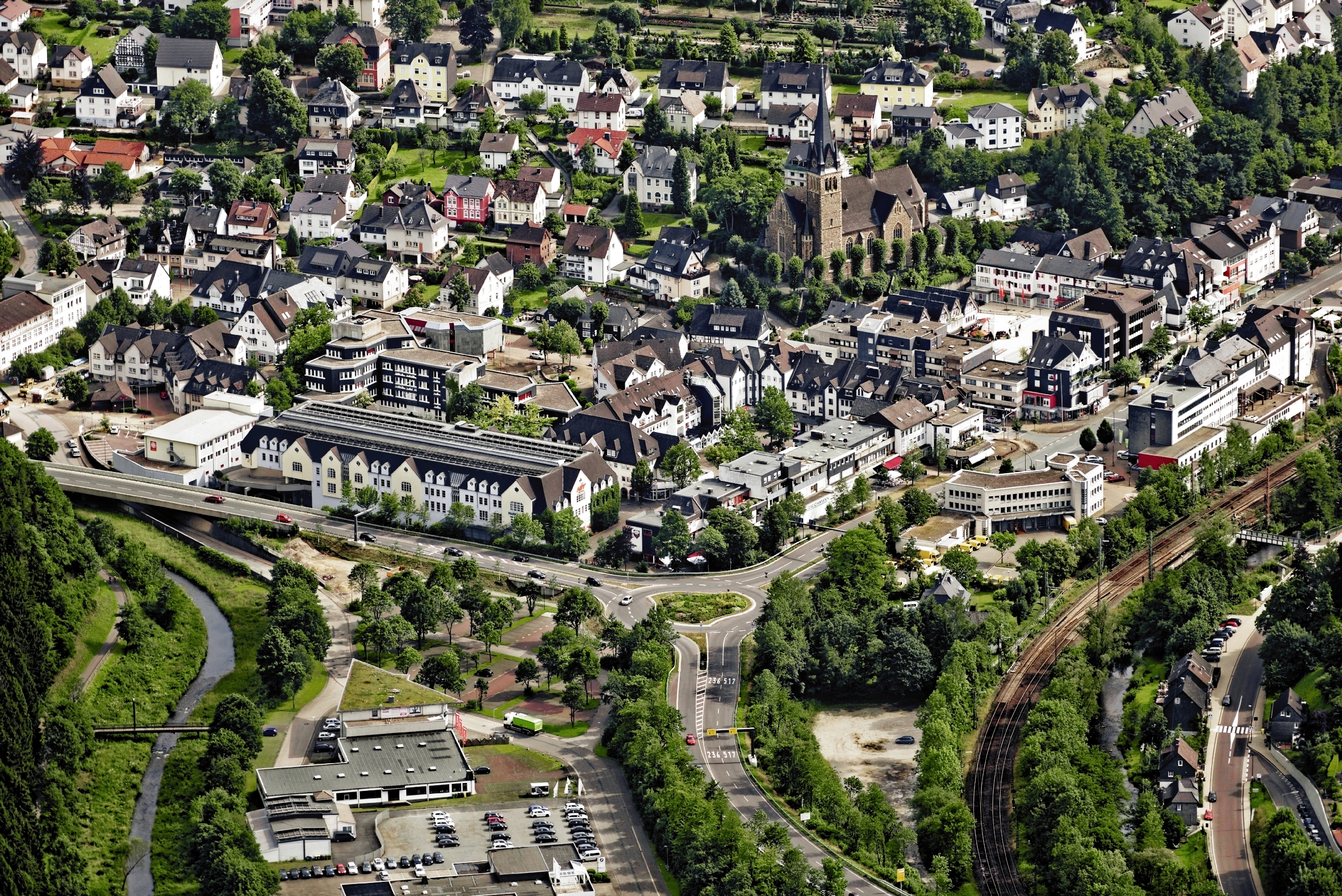
Luchtfoto van het dorp

Het dorp Altenhundem ligt min of meer centraal in de gemeente Lennestadt, bij de uitmonding van de beek Hundem in de Lenne. Door dit dal en dus ook door Altenhundem loopt de Bundesstraße 236 van Schwerte naar o.a. het wintersportoord Winterberg. Te Altenhundem takt de Bundesstraße 517 van de B 236 af. De B 517 loopt zuidwaarts naar Kirchhundem en Kreuztal. 
Altenhundem heeft een stoptreinstation (Lennestadt-Altenhundem) aan de spoorlijn Hagen - Haiger of Ruhr-Sieg-Strecke. Dit ligt, in tegenstelling tot de plaats zelf, aan de westkant van de B 517.

## Economie
Altenhundem is de hoofdplaats van de gemeente, zodat er in de dienstensector de nodige werkgelegenheid is. In het dorp staat het gemeentehuis, alsmede een ziekenhuis en, op de locatie van het in 2015 opgeheven klooster Maria Königin, sedert 1958 een prestigieus rooms-katholiek gymnasium.
Langs de beide door het dorp lopende Bundesstraßen zijn verscheidene bedrijventerreinen ingericht, waar zich vooral ondernemingen in het midden- en kleinbedrijf hebben gevestigd.
In de gehele gemeente Lennestadt is, vanwege de ligging in het Sauerland, het toerisme zeer belangrijk.

## Geschiedenis
Altenhundem wordt in 1379 voor het eerst in een document vermeld. Het dorp lag vanaf de late middeleeuwen in het Prinsbisdom Keulen. In 1783 werd de eerste hamermolen in een watermolen aan de Hundem opgericht. Daarmee begint de vroege industriële tijd in het dorp. Na de val van Napoleon kwam het dorp in Pruisen en vanaf 1871 in het Duitse Keizerrijk te liggen.
In 1861 verkreeg Altenhundem een spoorwegaansluiting, hetgeen de economie van de plaats een impuls verleende. Het dorp werd zelfs een spoorwegknooppunt, want het was begin- en eindpunt van nog twee spoorlijntjes, die wegens onvoldoende rentabiliteit in het midden van de 20e eeuw weer zijn opgeheven en opgebroken. Tevens was er tot die periode veel werkgelegenheid door een aantal aanvullende voorzieningen voor het treinverkeer, waaronder een reparatiewerkplaats voor stoomlocomotieven. Totdat aan het eind van de 19e eeuw de grote bedrijven weer wegtrokken, naar het Ruhrgebied, begon een korte periode van industrialisering.
Op 1 juli 1969 vond een gemeentelijke herindeling plaats, waardoor Altenhundem deel van de op die datum ontstane gemeente Lennestadt deel ging uitmaken.  Daarna heeft men Altenhundem voorzien van verscheidene moderne gebouwen, en in het noordwesten van de plaats, bij het gemeentehuis, een nieuw marktplein aangelegd.

## Bezienswaardigheden
- Het natuurschoon van het Sauerland
- Enkele kilometers ten westen van Altenhundem ligt de 586 meter hoge berg Hohe Bracht, met uitzichttoren
- De kerk van het voormalige klooster Maria Königin, voltooid in 1959, heeft ook van binnen een opvallende architectuur
- De rooms-katholieke, neogotische Sint-Agathakerk (bouwjaar 1901) bevat een crucifix dat van rond het jaar 1500 dateert.

## Afbeeldingen

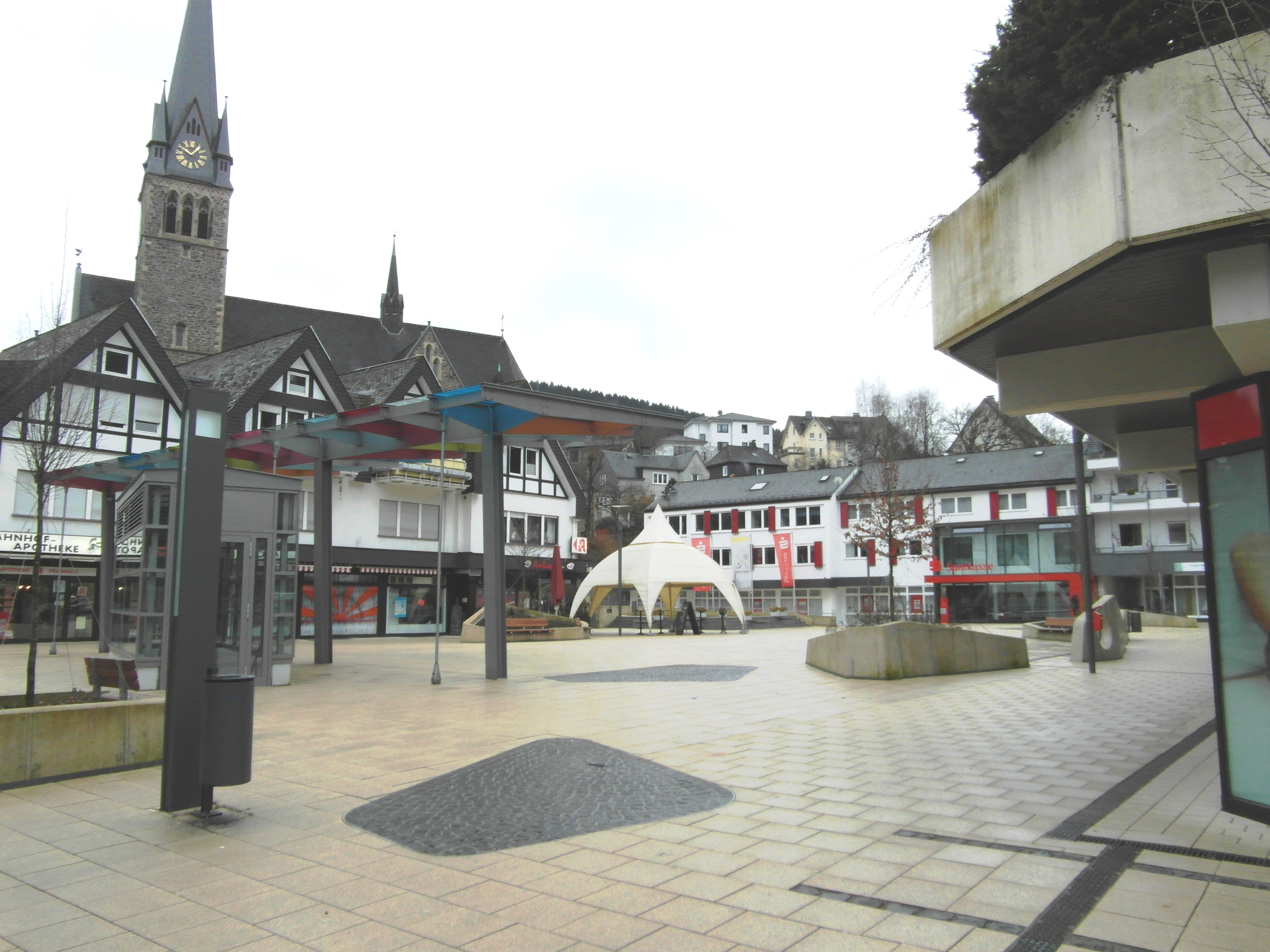
Het marktplein van Altenhundem
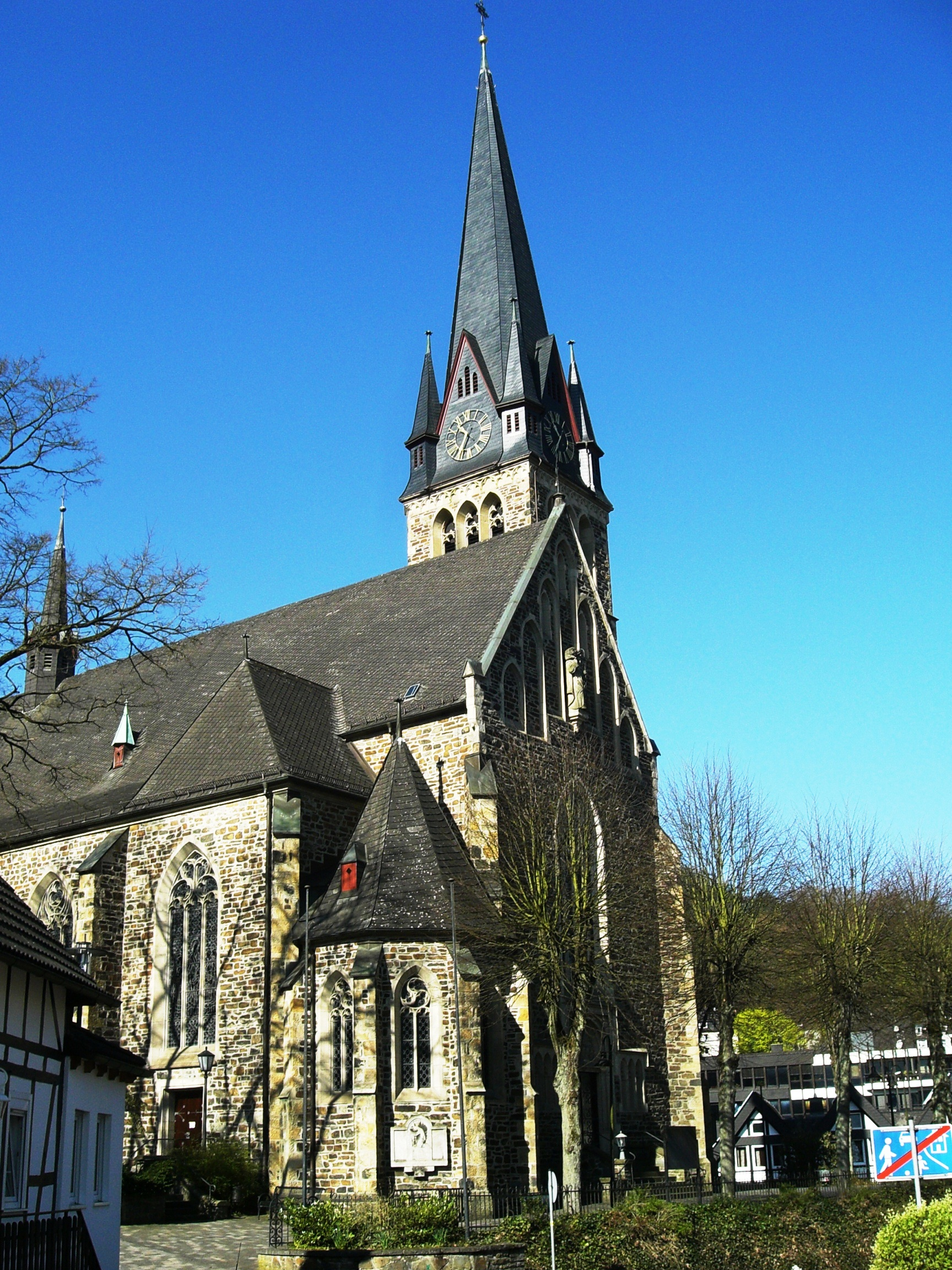
Rooms-katholieke Sint-Agathakerk
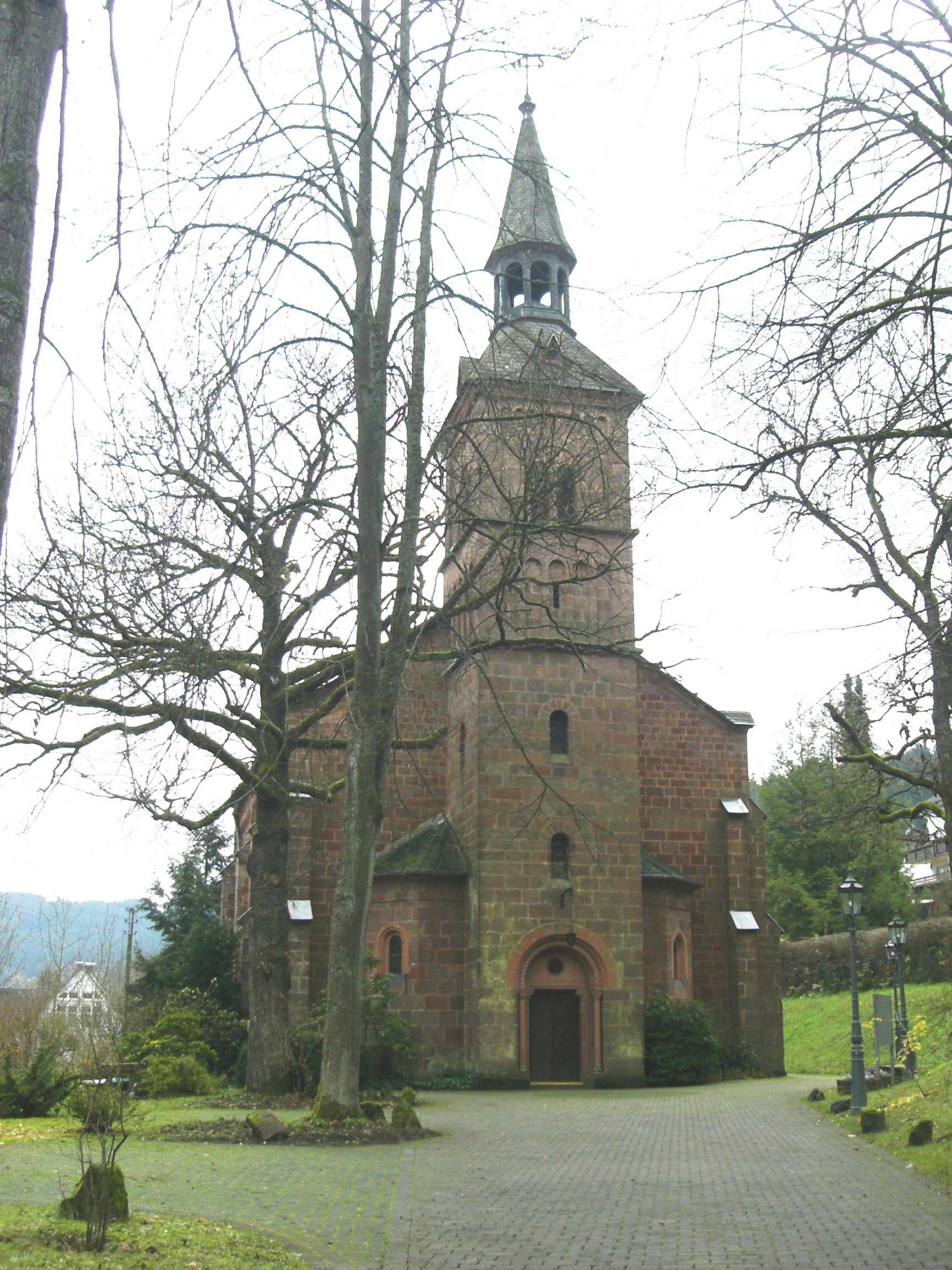
Evangelisch-lutherse kerk (bouwjaar 1868)
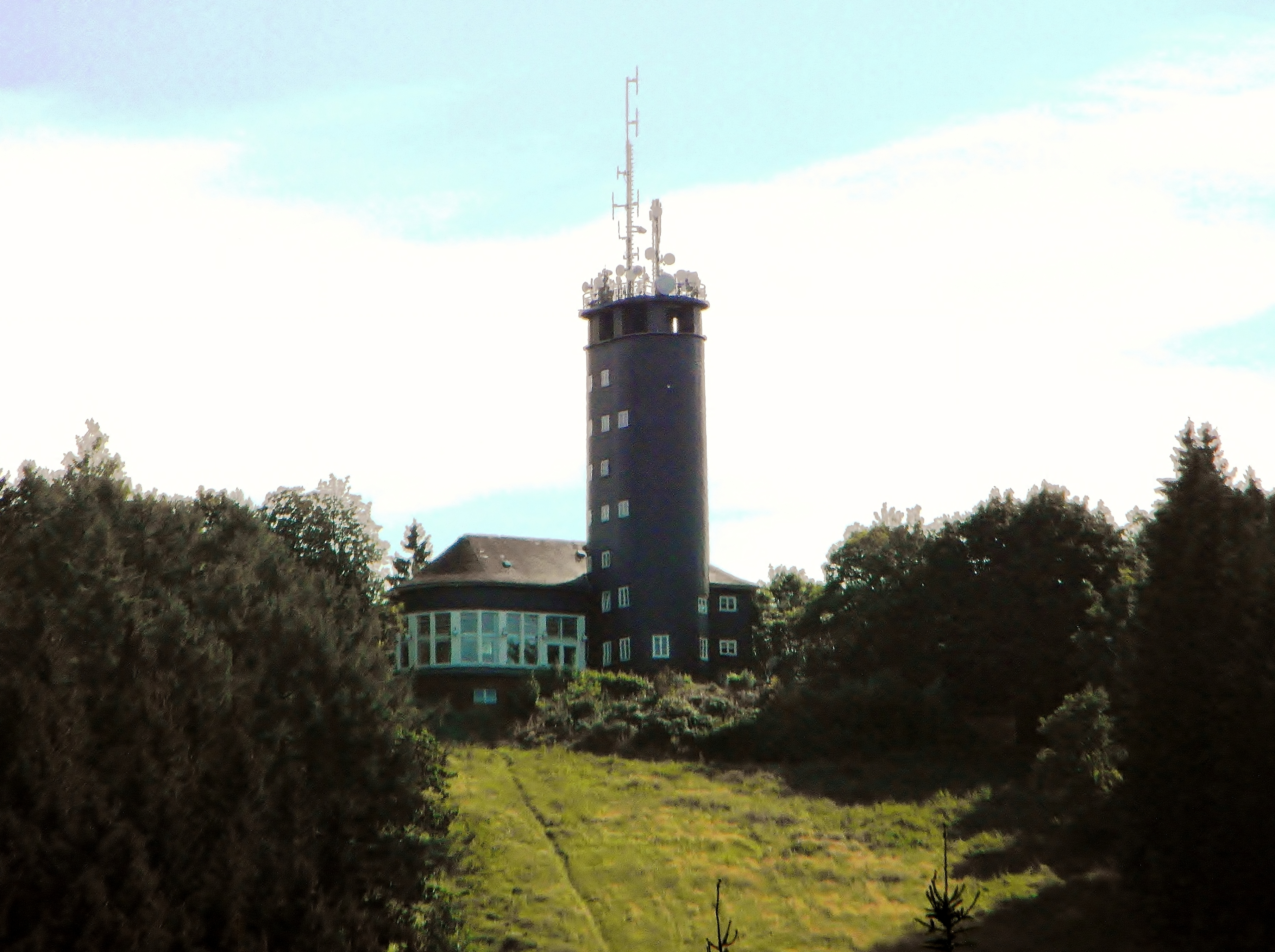
Uitzichttoren op de Hohe Bracht (bouwjaar 1930)
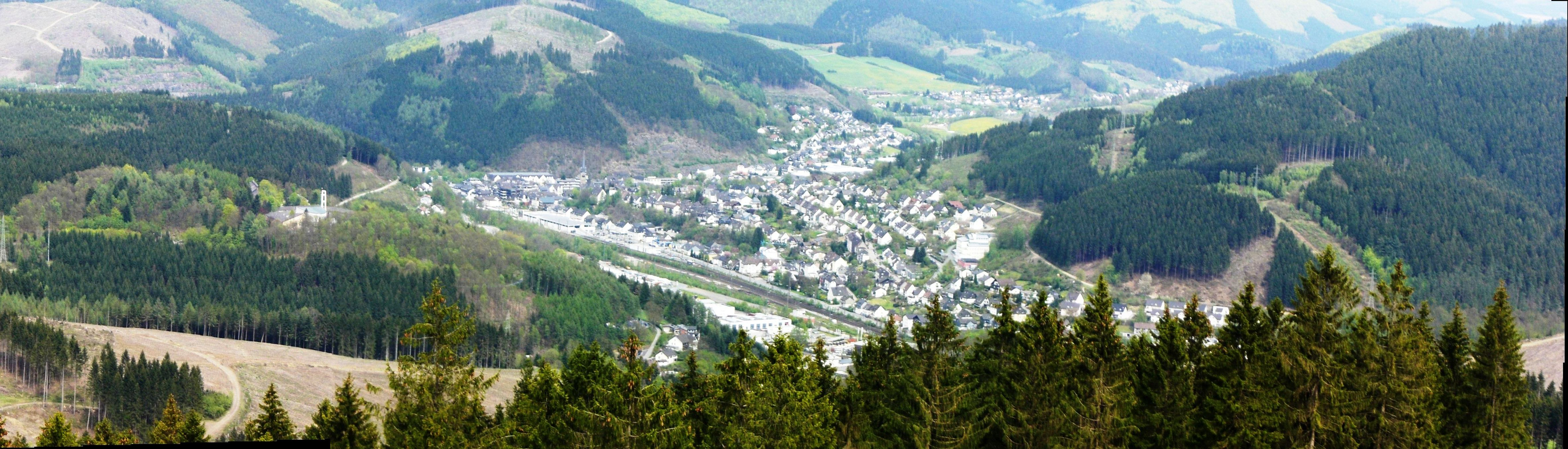
Gezicht op Altenhundem vanuit deze toren
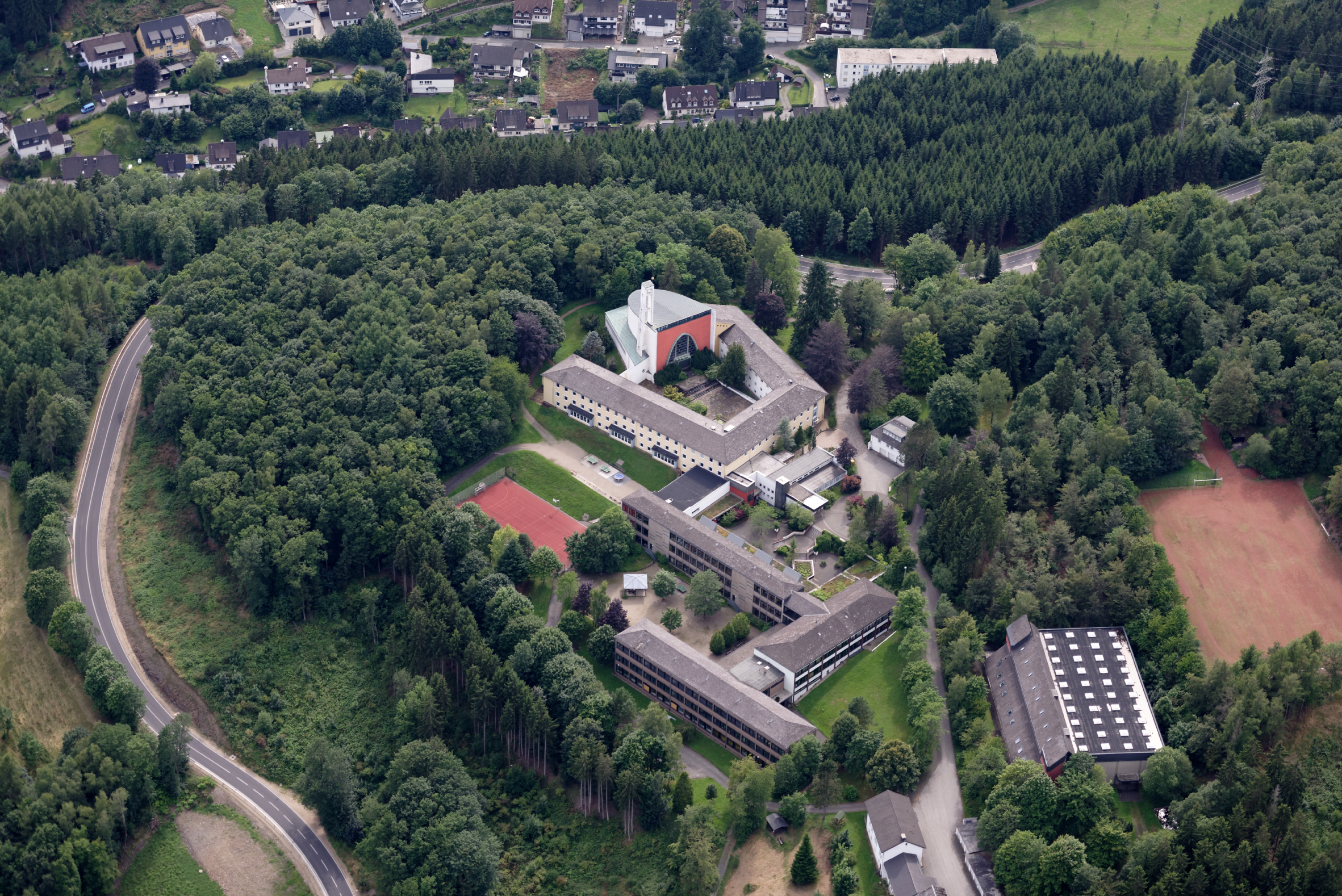
Klooster en gymnasium Maria Königin
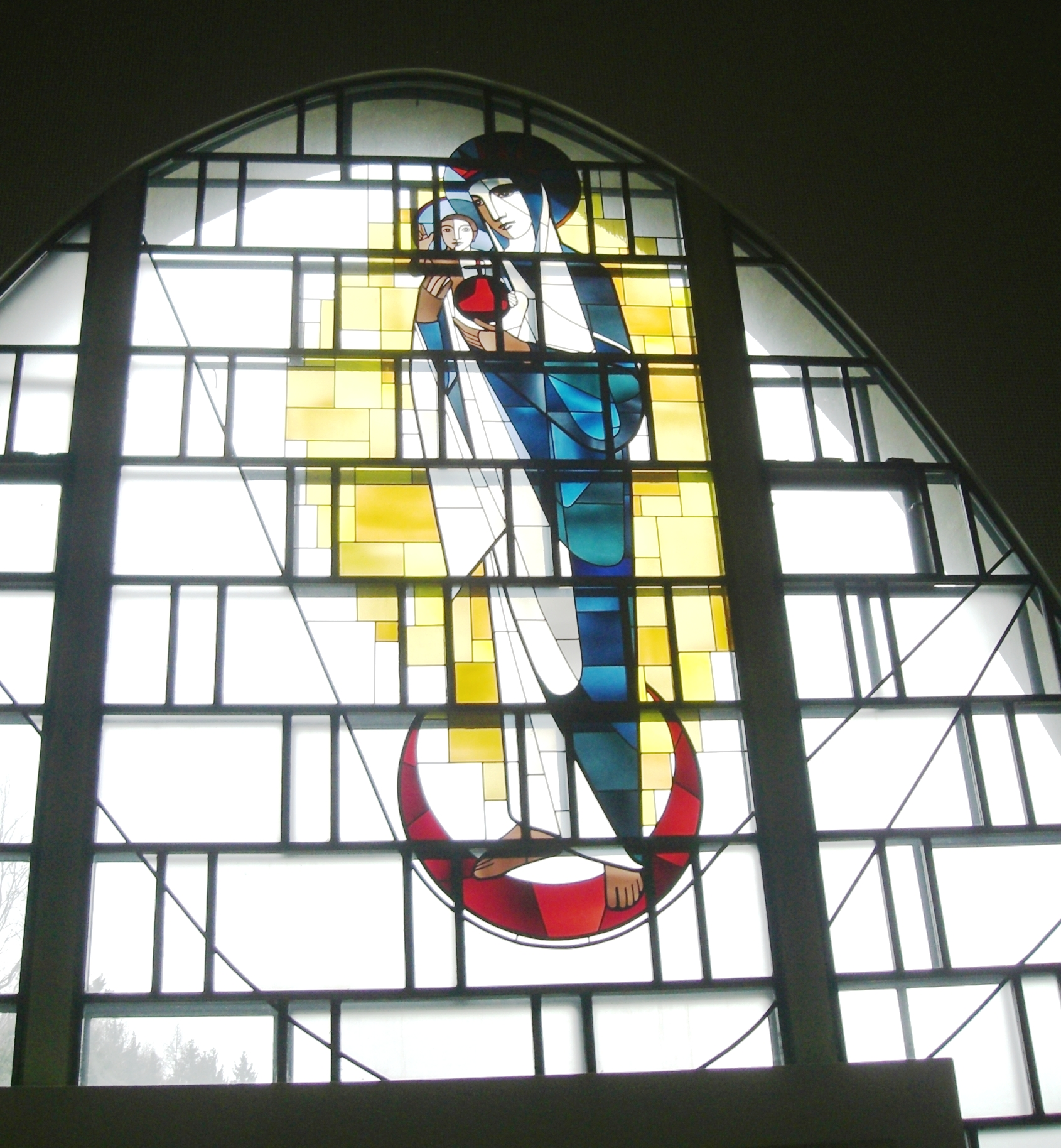
Glas-in-loodraam kloosterkerk Maria Königin

Altenhundem · 
Altenvalbert · 
Bilstein · 
Bonzel · 
Bonzelerhammer · 
Brenschede · 
Bruchhausen · 
Burbecke · 
Einsiedelei · 
Elspe · 
Elsperhusen · 
Ernestus · 
Germaniahütte · 
Gleierbrück · 
Grevenbrück · 
Hachen · 
Halberbracht · 
Haus Valbert · 
Hengstebeck · 
Hespecke · 
Haus Hilmecke · 
Hohe Bracht · 
Kickenbach · 
Kirchveischede · 
Langenei · 
Maumke · 
Meggen · 
Melbecke · 
Milchenbach · 
Neukamp · 
Oberelspe · 
Obermelbecke · 
Obervalbert · 
Oedingen · 
Oedingerberg · 
Oedingermühle · 
Saalhausen · 
Schmellenberg · 
Sporke · 
Stöppel · 
Störmecke · 
Theten · 
Trockenbrück · 
Weißenstein